# 露營車

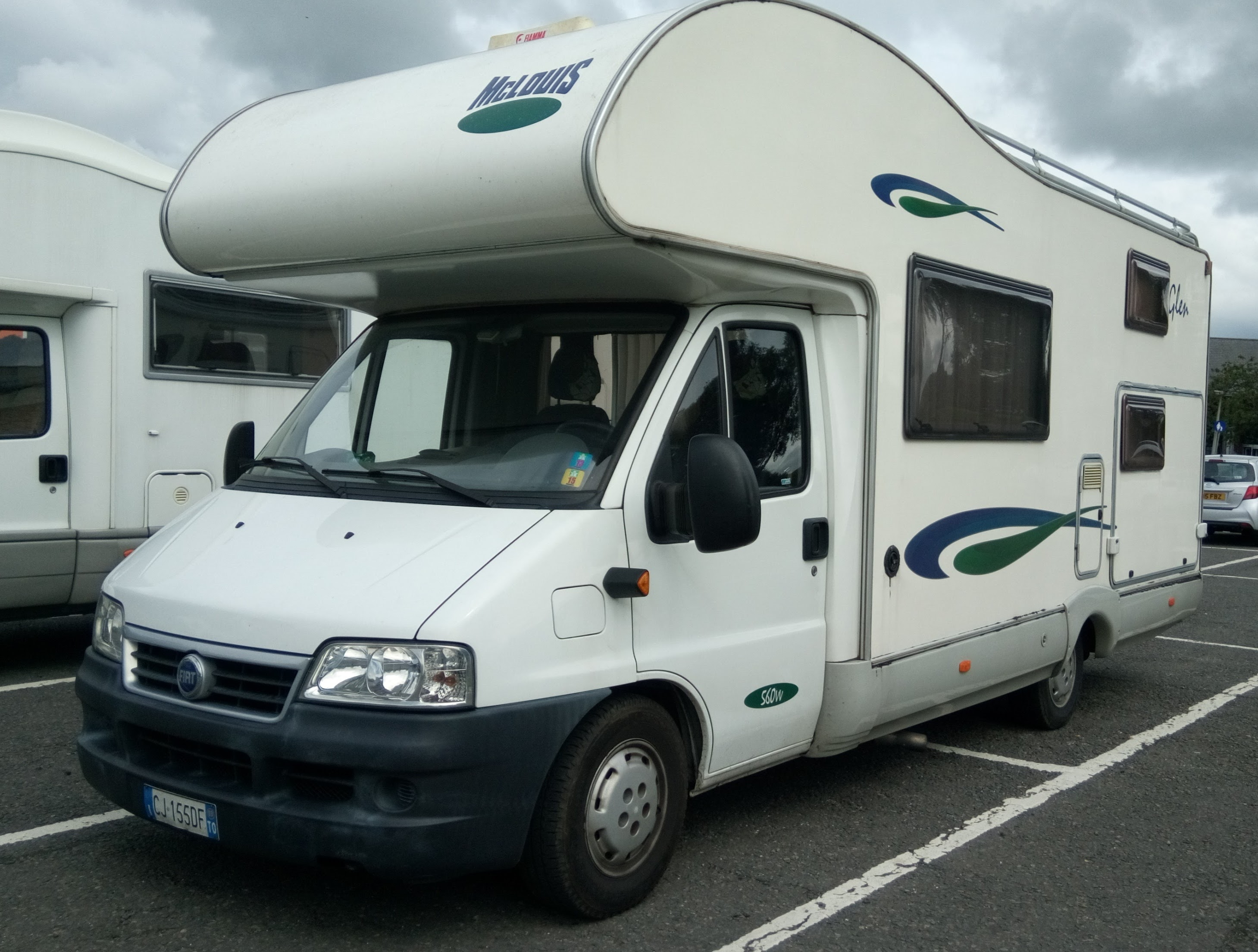
一輛飛雅特露營車

露營車（縮寫：RV），又稱休旅車，是一種配備生活設施的機動車輛或拖掛式車輛，主要用於旅遊、露營等短期戶外活動。"Recreational Vehicle"一詞最早見於20世紀初的北美地區，用以描述兼具運輸與居住功能的車輛。
露營車的主要類型包括自行式房車（Motorhome）、旅行拖車（Caravan）、五輪拖車（Fifth-wheel trailer）、摺疊露營車（Popup camper）以及卡車露營車（Truck camper）等。這些車輛均設有廚房、臥室、起居區等基本生活空間，能夠滿足使用者在戶外的食宿需求。值得注意的是，由舊式卡車或校車改裝而成的移動房屋（HouseTruck）因設計用途不同，通常不被歸類為露營車。
1990年代北美地區的汽車製造商在市場營銷中將RV重新詮釋為「休閒車」（Recreational Vehicle），此舉有效推動了該類車輛的普及化。亞洲地區的露營車市場自2010年起呈現穩定增長趨勢，其中以日本和韓國的接受度最高。
露營車文化在北美和歐洲已有逾百年歷史，最早的露營車可追溯至1910年代美國福特T型車的改裝案例。時至今日，這種移動生活方式已發展出完整的產業鏈，包括專用營地、維修服務及租賃業務等配套體系。

## 概述

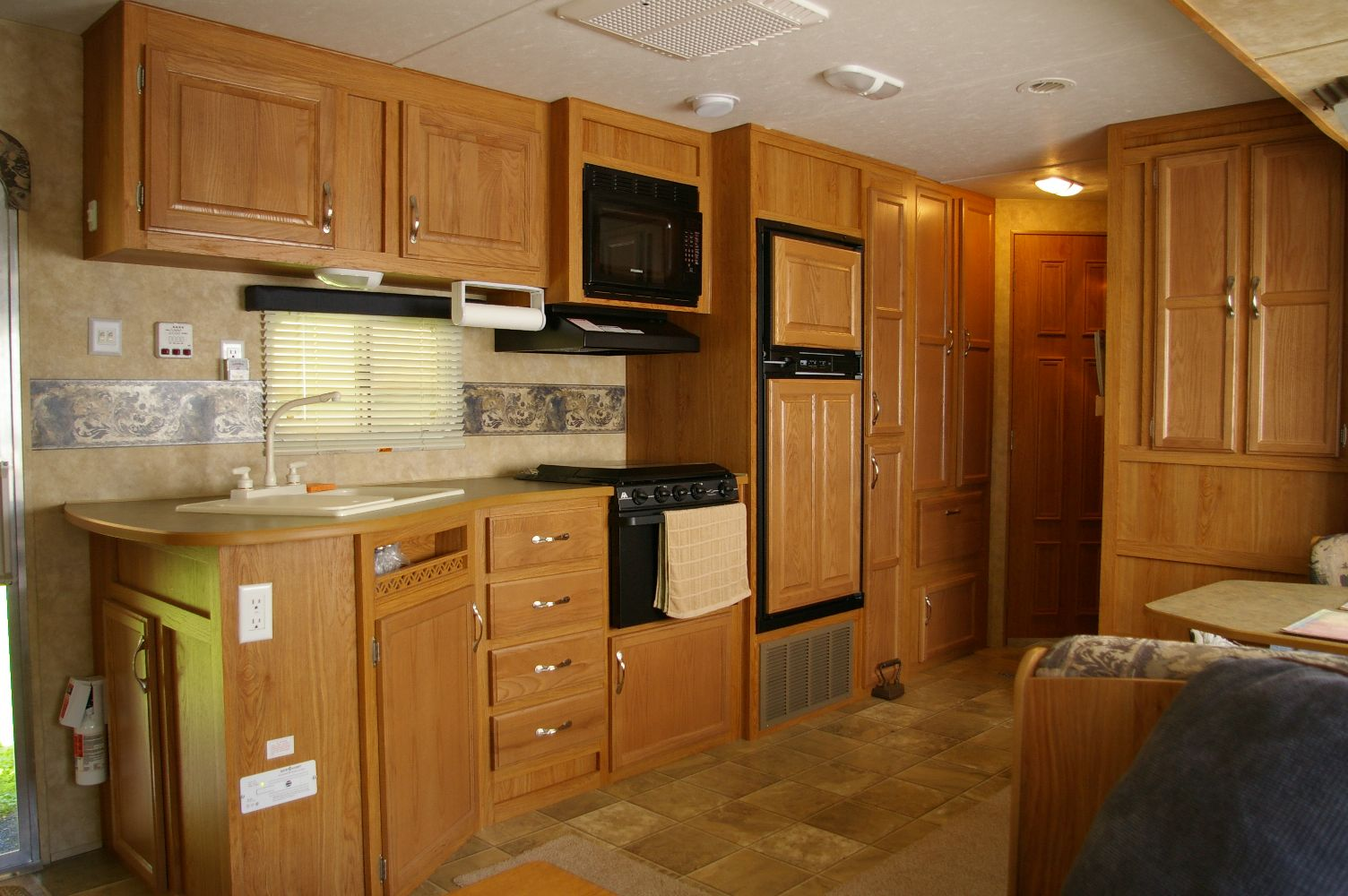
普通中大型露營車內部

一般普遍相信，露營車最早可能源起於羅姆人的生活方式，歷經交通工具的演變而形成。往後，美國西部拓荒時代的拱蓬馬車，墾荒者會攜帶全部日常用品在野外中謀生。
1930年代起，汽車逐漸普及之後，開始運用汽車為載具，將生活必需品裝入汽車內部或汽車拖掛，改裝成適合居住與露營的車輛。
1970年代起，露營車轉變成休閒為主，並開始流行於美國。同時，美國各州政府全力配合這股新旅遊風潮，開始在各地區設置「露營車營地」（RV Park）之外，也鼓勵民間成立觀光露營營地，使休閒潮流轉型成一股觀光資源。露營車營地通常會依停留日數收許費用，並在露營車停泊時提供電力及給排水，有些較完善的營地亦提供網路、小商店、自助洗衣房、廁所、淋浴間、甚至游泳池等公用設施。
露營車若不靠外接水電，僅依靠自攜水源和電力過夜時，在美國稱之為「boondocking」或「dry camping」，對旅行者經驗要求較高，但好處是可以停靠在任何地方，不必受限於營地的位置。有部分大型連鎖商場（例如沃爾瑪）亦歡迎露營車停靠在自家的停車場過夜，因為這會帶來消費商機。
最初，新興旅遊潮流僅有在美洲地區與歐洲、澳洲地區所獨有的情況。近年來，此潮流也開始在亞洲地區逐漸風行起來。不過由於目前露營車營地的建置尚不完善，因此愛好者過夜多需進行boondocking。

## 稱呼

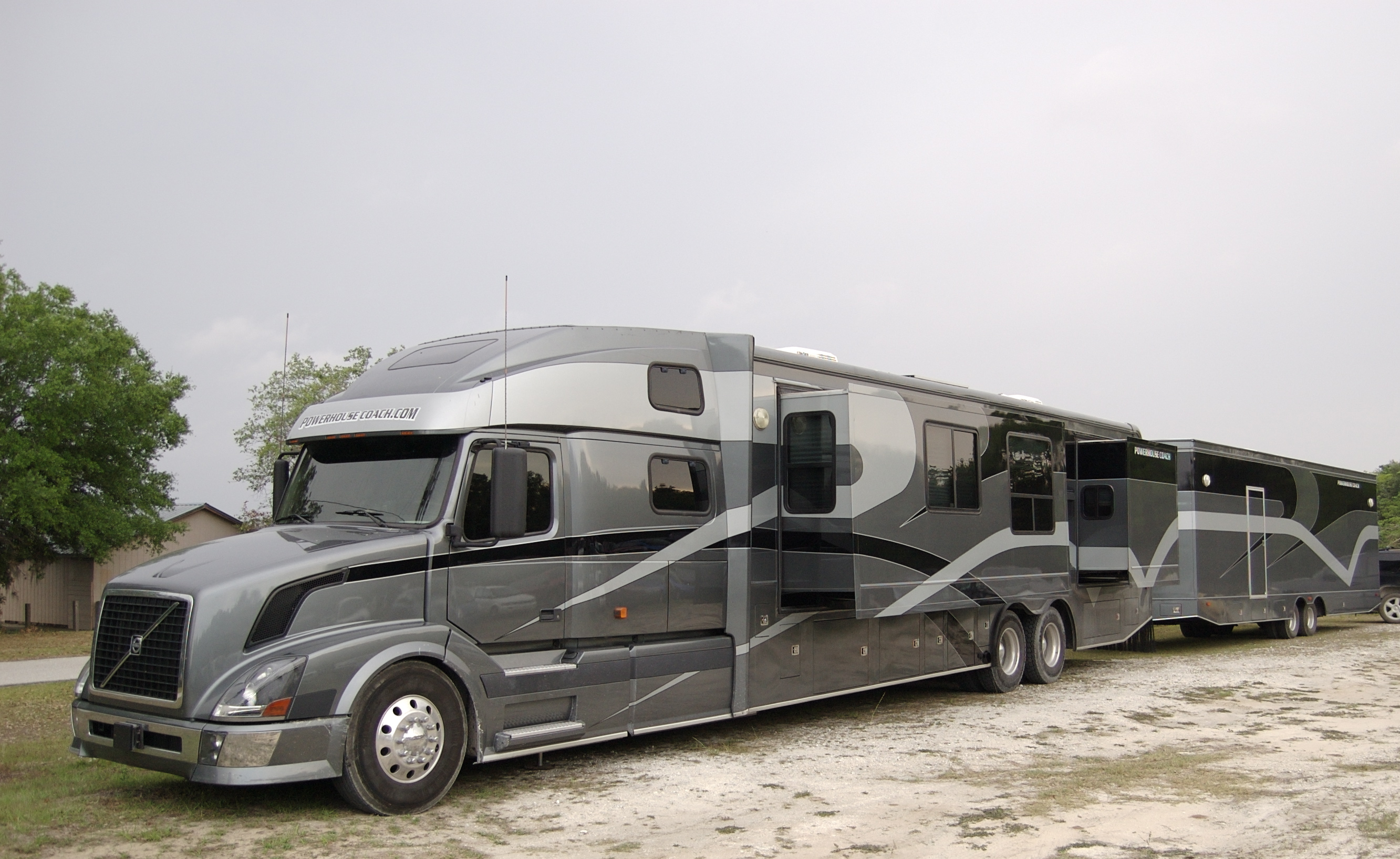
超長型露營車

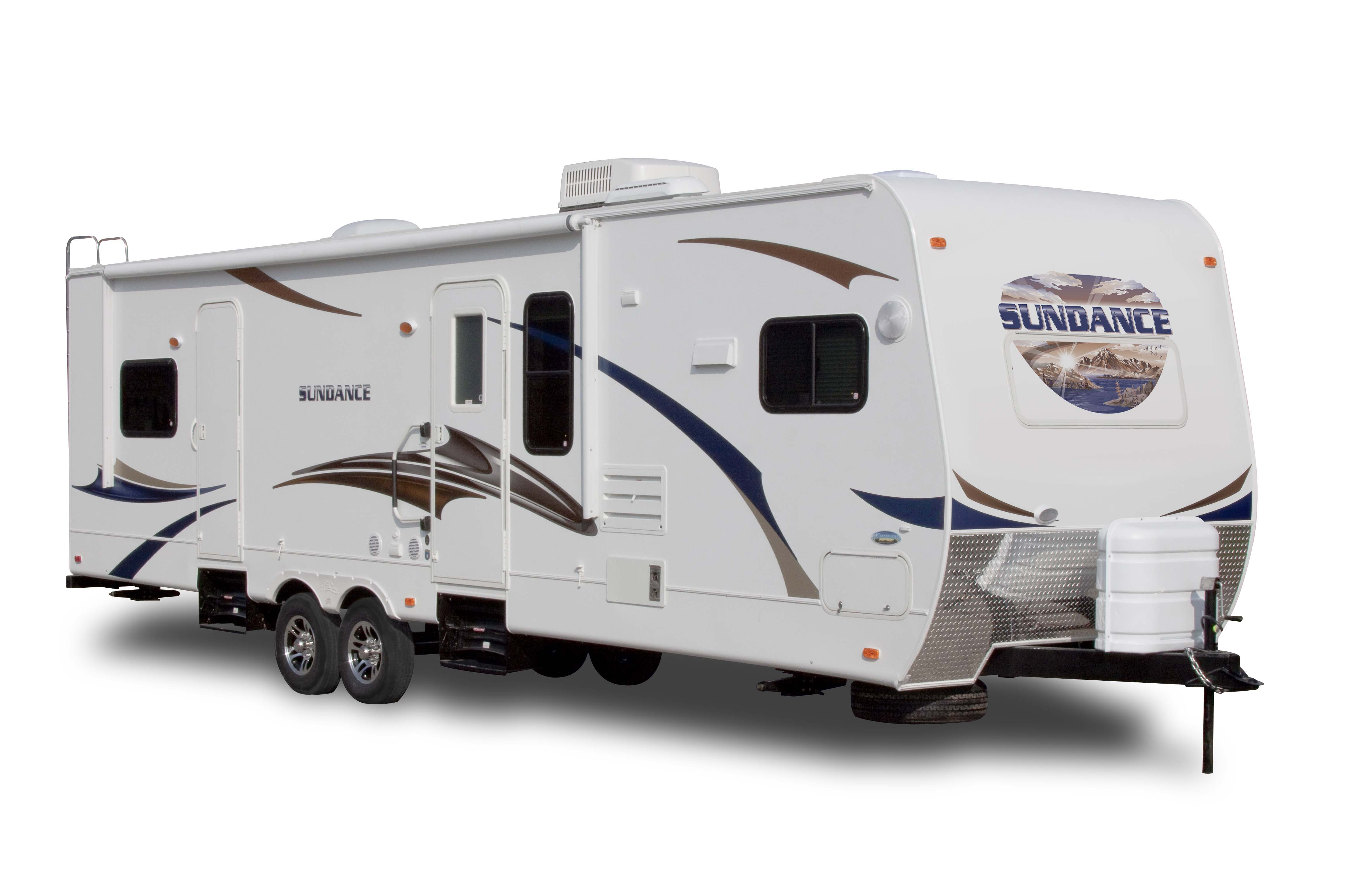
拖拉式露營車

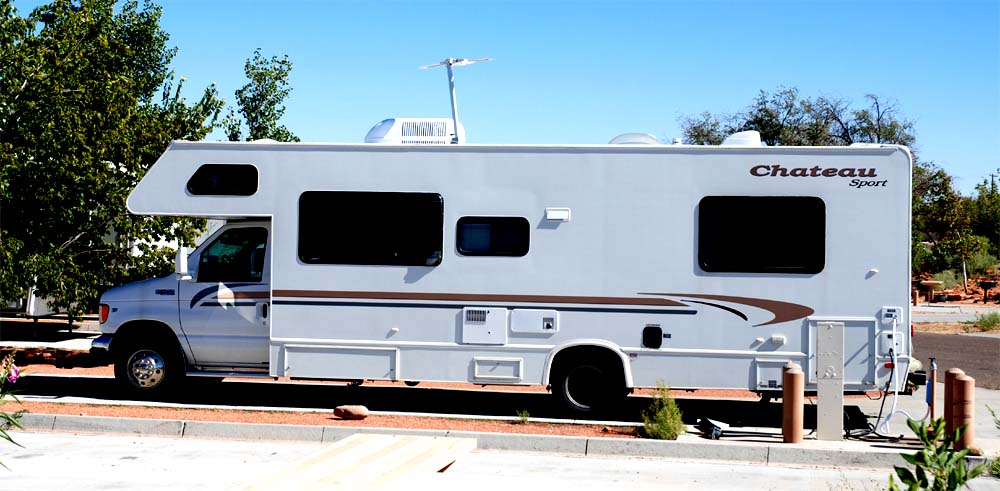
在駕駛室上方有床位的空間，此種型態露營車在歐美稱為C級車(class-c)

| 露營車 （RV）                  | 露營車 （RV）                | 露營車 （RV）               | 露營車 （RV）              |
| 美式英語 （American English）  | 英式英語 （British English） | 法式英語 （French English） | 日式英語 （Japan English） |
| Motorhome Recreational Vehicle | Caravan Camper Van           | Camping-car                 | Camping-car Autocaravana   |
| 西班牙語                       | 德語                         | 義大利語                    | 世界語                     |
| Autocaravana                   | Wohnmobil                    | Camper                      | Kampadveturilo             |
| ------------------------------ | ---------------------------- | --------------------------- | -------------------------- |

### 語意
美洲地區多稱為「Motorhome」明顯有著「汽車兼住家」的含意；歐洲地區則多稱為「Caravan」或「Camper van」明顯有著「廂式休旅車」的含意。1946年起，開始稱呼為「Recreational Vehicle」明顯有著「多功能車輛」的含意。

## 類型

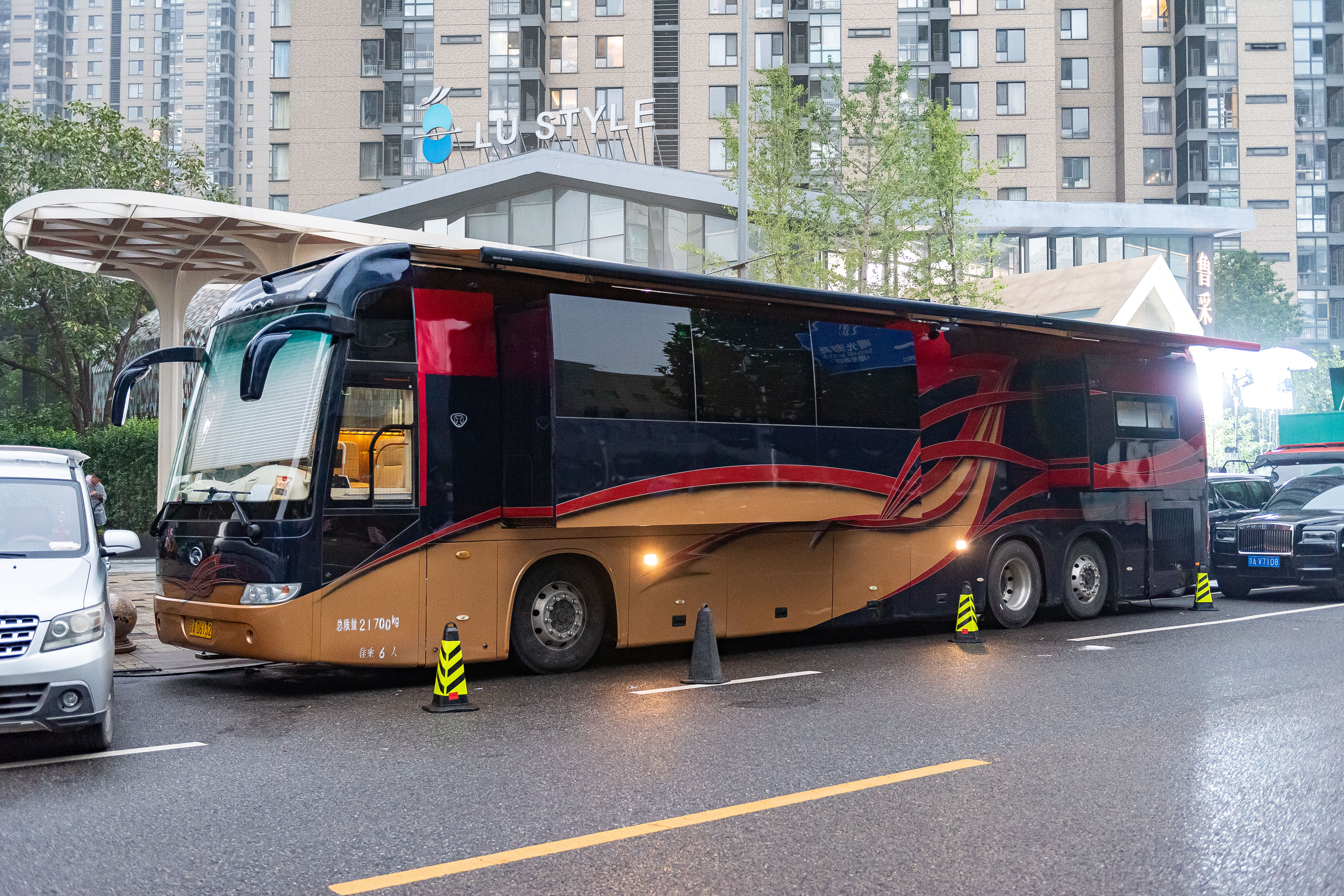
以大客车为基础的金龙XMQ5220XLJ型旅居车

至今，露營車經過多年發展後，邁入多樣化汽車時代，整個產品種類也越來越細緻。依據動力來源、使用方式，汽車種類和車體風格大概可分為：
- 自走式／露營車（Motorhome）：本身具備動力行駛能力，可自由行走的車輛。

- 客車型（Bus）：運用大客車為基礎，再進行大幅度的內部改裝。
- 貨車型（Truck）：運用大貨車為基礎，再進行大幅度的內部改裝。
- 箱型車型（Caravan）：運用箱型車為基礎，再進行大幅度的內部改裝。

- 拖曳式／露營拖車（Travel Trailer；Caravan）：本身不具備動力行駛能力，需全靠拖曳的車輛。由於安全考量，車輛行駛其間乘客是不能待在拖車中的。

- 摺疊型（Folding Camping Trailer）：
- 載貨型（Cargo）：
- 開放型（Carry）：
- 半挂型（5th Wheel Trailer）：

- 承載式／露營廂（Truck Camper；Motorcoach）：本身不具備動力行駛能力，需全靠承載的車輛。一般由皮卡承载。

| 以美國為例： - Class A：車體最大的自走式露營車，外形如同巴士，只是開窗面積較少且不規則。內部空間最大，能提供最佳的生活品質，售價通常也最高，很多主打豪華體驗的廠商都會選擇此車型以利發揮。但較大較高的車體也限制了能行駛和停放的區域，油耗當然亦最高。內部除了所有露營車都必備的廚房、客廳和廁所外，還可能有獨立的餐廳、主臥室、乾濕分離的浴室、第二間廁所、洗衣機和烘衣機等等，且床位常可達6-8人以上（包含由沙發轉換為床鋪的床位在內）。 - Class B：車體最小的自走式露營車，一般由露營車廠商將賓士或福特等車廠的箱型車車體改裝而成。由於沿用原廠車體，一般較少會有伸縮空間（Slide-outs）和外部儲存空間的設計，且車門常會保留單側的橫拉門和車尾門。由於空間非常有限，浴室跟廁所往往需要共用（即無乾濕分離的「Wet Bath」），床位也可能無法達到標準尺寸，對居住的舒適性多少有些妥協。但最大的優勢在於可以勉強停入標準停車格，亦能輕易駛入擁擠的市區，且操控性和油耗的表現最佳。Class B的尺寸雖然最小，但由於獨特的方便性和市場需求，其售價甚至可能比大一號的Class C更貴。常見的設計是僅供2人使用的，但亦有可臨時增設第3人甚至第4人床位的設計。 - Class C：車體大小介於A與B之間的自走式露營車，一般由賓士或福特等車廠的底盤加上露營車廠商設計製造的車體拼裝而成，特色為後段車體（即露營車廠商製造的部份）加寬且較為方正，且駕駛座上方常有作為床位或置物空間的突出部分。通常可以提供標準尺寸或更大的主床位，可能有獨立的主臥室，乾濕分離浴室也是常見的設計。由於車體後段是露營車車廠依需求自行製造，因此伸縮空間的使用亦很普遍。長寬往往會超出標準停車格，但相對於Class A車型來說還是短小得許多，內部空間又不如Class B來得侷促，可說是最為折衷的大小。許多主打性價比的廠商都會費心開發此車型，因此容易有較低的入門售價，但亦有不少強調奢華體驗且售價不斐的車款。常見的設計都可提供4-6人以上的床位。 - 小型拖車（Trailer）：車體較小的拖式露營車，大小設計各異，從只提供一張雙人床和簡易烹飪設備的迷你型拖車，到尺寸接近Class C且生活機能完整的拖車都有。可由馬力足夠且配備普通拖車掛勾（hitch）的任何車輛拖行。 - 大型拖車（Fifth Wheel）：車體較大的拖式露營車，尺寸約與Class A相同。由於省略了引擎和傳動系統等配備，車內空間更為充足，有些車款甚至配備中島式廚房和閣樓臥鋪。由於重量很重，需連接至卡車載貨平台的大型掛勾拖行。 | - Class 1：900公斤以下。 - Class 2：1590公斤以下。 - Class 3：1818公斤以下。 - Class 4：2727公斤以下。 - Class 5：4545公斤以下。 |

## 設備
一般來說，露營車上擁有設備的多寡，影響到整個生活品質的好壞。所以，設備需要顧及到野外露營或長途旅遊時，能夠解決食宿與民生問題。露營車常具有以下設備：

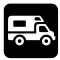
美國提供露營車水電管線的露營地；採用此種標準標誌，一台黑白C級車圖樣

| - 寢具設備 需要有面積足夠且平坦的床舖。 - 衛浴設備 能提供簡易梳洗的功能，或等同於居家品質的乾濕分離浴室。 - 供排水設備 由水箱提供飲用水和洗滌用水，使用後則由排水箱（Gray Water Tank）收集，而馬桶則連接至汙水箱（Black Water Tank）儲存，以待停靠適當地點時進行排放。 - 發電設備 供應車上電器所需之標準交流電電力，可由1.車輛本身的引擎供電 2.使用燃油的獨立發電機供電 3.將蓄電池透過變流器供電。較新的車款內可能也會配備只需電池直供12伏特直流電即可使用的照明燈光、USB充電孔、抽風扇、抽水馬達和冰箱等電器，好讓車輛在無交流電可用時依然能維持基本的安全和便利。部分車款在車頂備有太陽能發電板，可在日間為電池充電並供夜間使用。一些露營車裝有充電插座，可在有設置充電樁的營地或充電站充電。 - 烹飪設備 簡易烹飪用器具，一般會有瓦斯爐或電磁爐和一個水槽，亦常有加熱用的微波爐。較大型的車款甚至會配備烤箱。 - 冰箱 保存生鮮食物。除了如同家用冰箱依靠標準交流電運作外，部分露營車款的冰箱還可以依靠電池的12伏特直流電或丙烷（Propane）運作，以免因無交流電使用造成食物腐壞。 | - 桌椅 乘坐兼睡眠用。駕駛座和副駕駛座常會被設計成可向後旋轉，以利車內空間的彈性使用。 - 食物儲藏區（pantry） 存放如罐頭或麵條等不需冷凍的食材。一般會鄰近烹飪區，並做成窄直抽屜的形式，以避免車輛行駛間內容物的晃動。 - 電視 生活資訊來源。部分車款會在車頂配備接收器來加強訊號。 - 通訊設備 接收網路和電話訊號的接收器或增幅器。 - 外置烹飪設備 烹飪方式不同，油煙較大的料理方式需要外置烹飪設備。 - 烘洗衣機 由於歐美自助洗衣店非常普遍，且露營車營地大多也會附設付費的自助洗衣房，因此烘洗衣機只有在較高級且空間充裕的露營車才會配備。由於使用時會耗費和排放大量的水，即使配備了也只有停靠在給排水站時才能使用。 - 空調 視露營地點的氣候，露營車可安裝冷氣機或供暖設備以增進舒適度。 |